# Иба
Иба (Ibba, Ibbas) e остготски военачалник и херцог в Италия на крал Теодорих Велики (493-526).
През 510 г. той e изпратен от Теодорих Велики с остготска войска
във вестготското царство, което e нападнато от франките и бургундите. Там той сваля от трона краля на вестготите Гезалех, като го напада и разбива при Барселона. При нападението през 511 г. Гезалех e хванат в плен и убит по заповед на Теодорих Велики.
За нов крал e издигнат легитимният престолонаследник Амаларих.